# Huddle

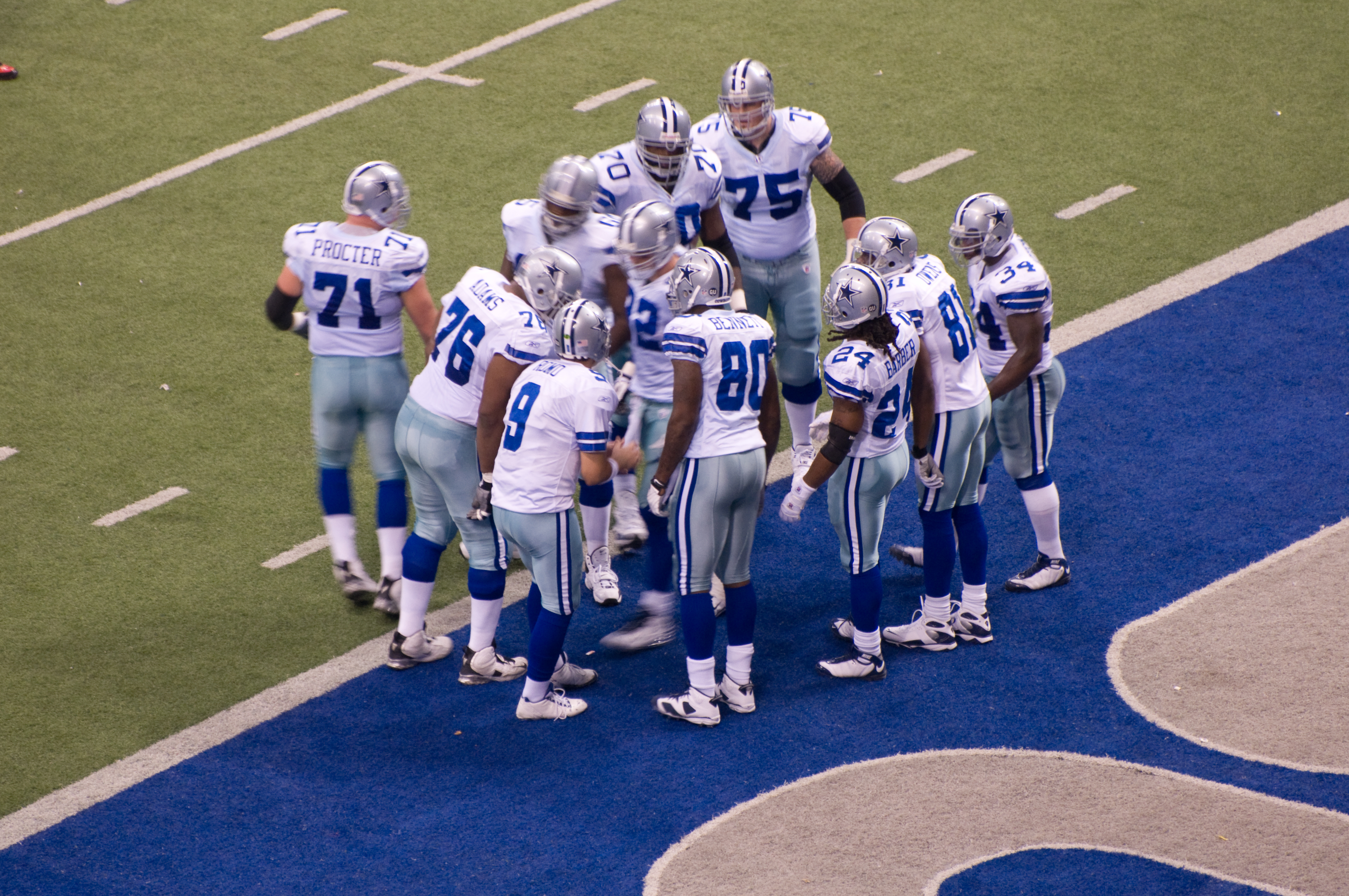
Dallas Cowboys huddle.

Huddle (krąg) – narada graczy w futbolu amerykańskim tuż przed rozpoczęciem zagrywki.
Zawodnicy jednej drużyny ustawiają się kręgu (aby lepiej się słyszeć), a rozgrywający przekazuje innym zawodnikom rodzaj zagrywki, która będzie zagrana w najbliższej akcji. Wybrana zagrywka może być zmieniona poprzez audible.
Zgodnie z regułami National Football League w huddle nie może być więcej niż 11 graczy ataku i nie mogą się komunikować z rezerwowymi. Ma to uniemożliwić drużynom wprowadzenie zamieszania na boisku przez symulowaną zmianę.
W niektórych sytuacjach zespoły rezygnują z huddle by móc szybciej rozpocząć grę oszczędzając czas i zaskakując przeciwnika.

## Historia

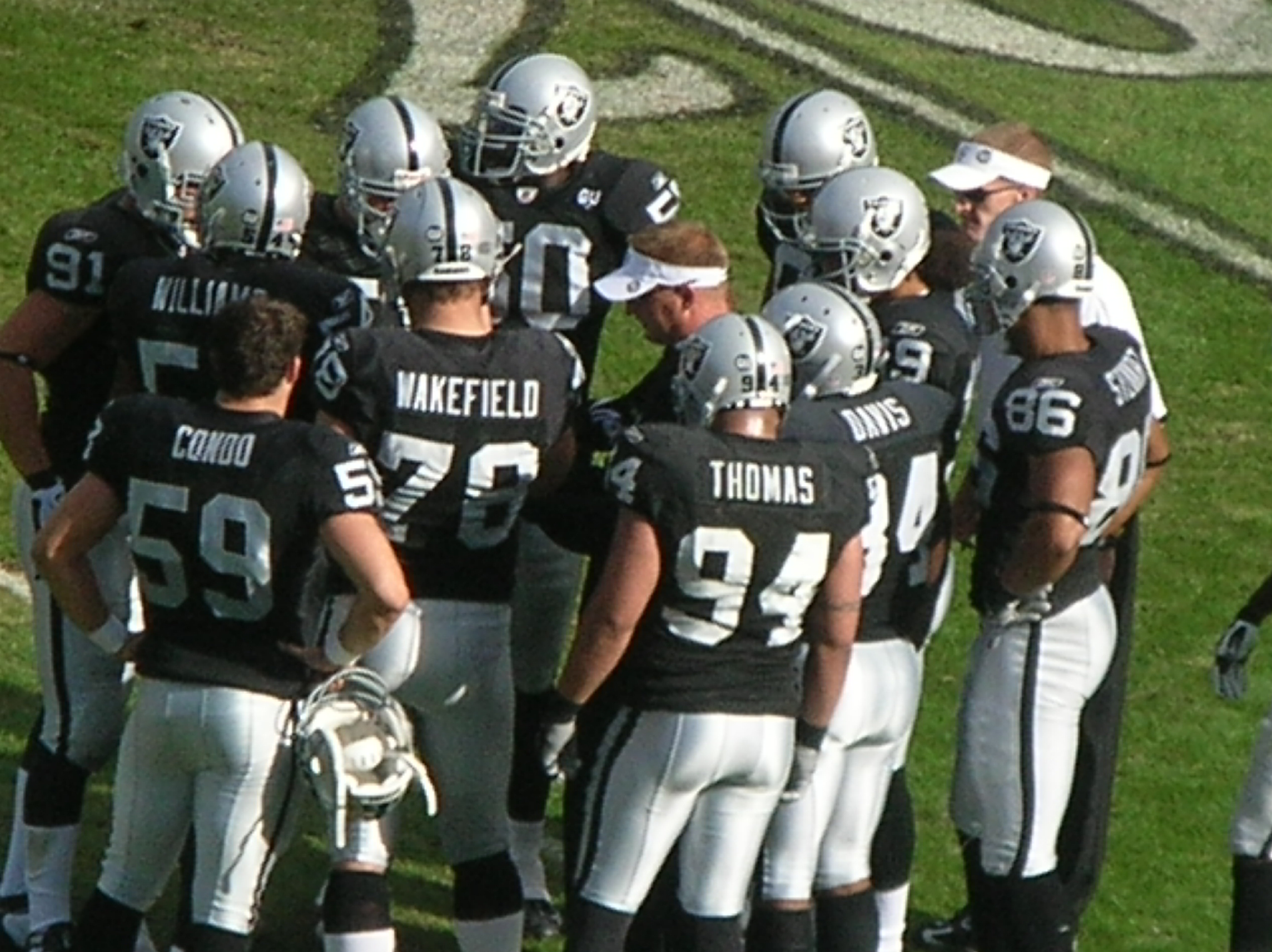
Gracze Oakland Raiders tworzą huddle

W początkach gry sposób rozegrania był omawiany na tyle daleko od zespołu przeciwnika by ustalenia nie mogły być podsłuchane. W miarę zmian organizacyjnych i formalizacji gry zmienił się również sposób komunikacji graczy.
Jednąz pierwszych uczelni, która zaczęła używać huddle była drużyna Uniwersytetu Stanu Oregon Oregon State Beavers w sezonie 1918. W meczu z University of Washington w Seattle trener Bill Hargiss zarządził by po powrocie na boisko zawodnicy ustawili się 10 yardów za piłką i szeptem uzgodnili kolejne zagranie. Naocznym świadkiem tego zdarzenia był dziennikarz sportowy Royal Brougham.
Inne źródła wskazują na drużynę Uniwersytetu Gallaudeta w 1890. System miał zostać stworzony przez głuchoniemego gracza Paula Hubbarda, który wykorzystał tę formację by ukryć ustalenia przekazywane językiem migowym.